# Dirndlbrand
Der Dirndlbrand ist ein aus den Früchten der Kornelkirsche hergestellter Obstbrand (Schnaps). Gute Dirndlbrände zeichnen sich durch einen aromatisch-milden sehr langen Abgang aus. Aufgrund der schwierigen Ernte (Abklopfen der reifen Früchte) und der unergiebigen Produktionsmenge gehört dieser Edelbrand zu den hochpreisigen Spezialitäten auf dem Spirituosenmarkt.

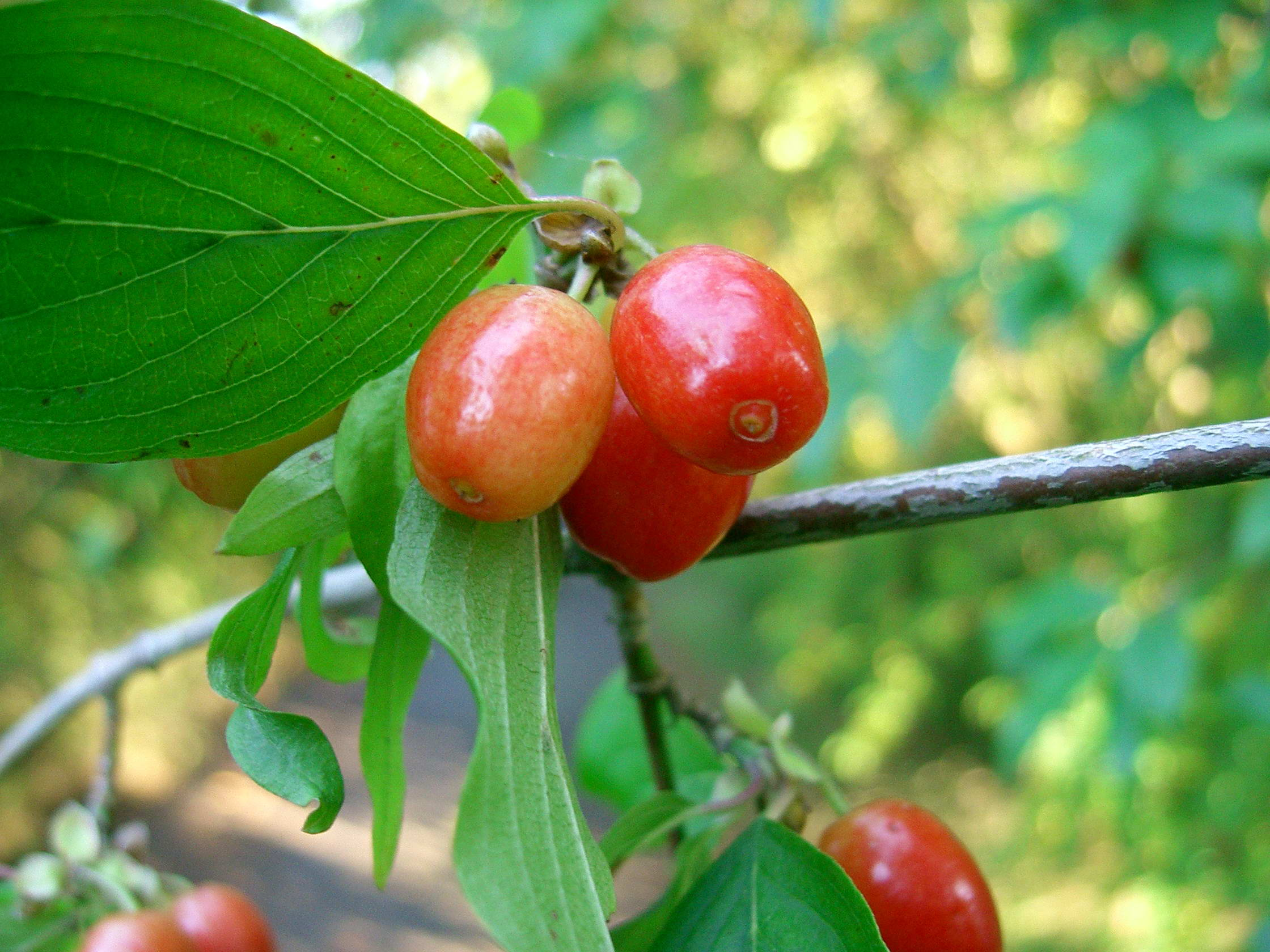
Halbreife Früchte der Kornelkirsche

Schwerpunkt der Produktion ist das Niederösterreichische Mostviertel, hier besonders das obere Pielachtal (das ob dieser regionalen Spezialität neuerdings touristisch auch als „Dirndltal“ vermarktet wird). Die Kornelkirsche gedeiht in diesem Gebiet sehr gut. Die Pflanze wird hier „Dirndl“ genannt („die Dirndl“, im Gegensatz zu „das Dirndl“).

## Geschichte
Römische Autoren wie Horaz, Ovid, Plinius der Ältere und Vergil erwähnten den „cornus“ (Kornelkirschenbaum) bereits in ihren Werken. Im 12. Jahrhundert widmete Hildegard von Bingen (1098–1179) in ihrem medizinischen Werk „Physica“ ein Kapitel der Heilkraft der Kornelkirsche. Die Tradition des Brennens von Kornelkirschen geht gesichert bis in die Zeit Maria Theresias zurück (18. Jahrhundert).

## Herstellung

### Ernte
In den Monaten Juli und August beginnen die Früchte zu reifen. Der Ernteaufwand ist hoch, da der Reifezeitraum sich etwa über sechs Wochen erstreckt und alle drei bis vier Tage durchgeerntet werden muss. Wenn die ersten Früchte reif sind, so zeigen sich noch halb ausgewachsene Früchte im grünen Zustand. Da nur vollreife Früchte ein gutes Aroma besitzen, werden die verhältnismäßig kleinen Ernteportionen oftmals eingefroren und am Ende zur Weiterverarbeitung aufgetaut.

### Maische-Technik
Das Einmaischen ist für den Brenner nach dem Pflücken des Obstes die entscheidende Stufe der Obstbrandherstellung, da nirgends so viel an Qualität verloren gehen kann.
Das Stadium der Gärung ist somit entscheidender für die Qualität des späteren Brandes, als die Destillation. Die optimale Beschaffenheit und der Reifegrad des Obstes sind die Voraussetzungen für ein erstklassiges Brenngut.
Ausgereifte Früchte enthalten mehr Zucker und haben ein kräftiges und sortentypisches Aroma. Verarbeitet werden saubere ausgelesene gesunde Früchte. die gewaschen und anschließend zerkleinert werden.
Zur Einmaischung werden Kunststoff- oder Edelstahlbehälter verwendet, die wesentlich leichter und gründlicher gereinigt werden können als traditionelle Holzbehälter und auch besser luftdicht zu verschließen sind.
Im Fass wird dem Obst Reinzuchthefe beigemengt, damit es zügig und gesteuert vergären kann und es nicht zu Spontangärungen kommt, die zu Gärfehlern unterschiedlicher Arten führen können.
Reinzuchthefen garantieren für eine kontrollierte, gleichmäßige Fermentation ohne Stockungen, sofern die Temperatur im Gärraum nicht unter 10 Grad absinkt. Bei dicht verschlossenem Gärbehälter, versehen mit einem Gärspund auf dem Deckel, kann nun die Hefe den Fruchtzucker in Alkohol und das über den Gärspund entweichende Kohlendioxid aufspalten. Luftzutritt ist wegen des Wachstums von Bakterien für die Maische schädlich. Bei einer idealen Gärtemperatur von 15 bis 20 Grad Celsius dauert dieser Vorgang je nach Obstart drei bis fünf Wochen, ehe mit dem Brennvorgang begonnen werden kann.
Die Ausbeute ist sehr gering – aus einem Hektoliter Maische sind nur 4 – 5 Liter trinkfertigen Brand zu erzielen.

### Destillatbehandlung
Nach der Destillation ruht und reift das Destillat meist in Glasballonen oder Edelstahlbehältern mindestens 6 Monate, wobei die Gefäße nur zu dreiviertel befüllt werden. Auch eine Reifung in Holzfässern wird manchmal praktiziert, jedoch wird die Eigendynamik des Brandes durch das Holz mehr oder weniger beeinflusst, je nach der Dauer des Verbleibens im Holzfass.
Vor dem Abfüllen in Flaschen wird der Brand durch Verdünnen "trinkfertig" gemacht.

## Geschmacksempfinden
Der Dirndlbrand zählt zu den "Exoten" unter den Edelbränden. Folgende Aroma- und Geschmackskomponenten konnten Schnapsverkoster in Dirndlbrand feststellen: Topinambur-Süßkartoffel, Mandeln, Marzipan, Holunderblüte, Nektar vom roten Klee, Honigwürze, Kakao, Pfefferminz, getrocknete Banane, Heu, Kümmel und Rosskastanie.

## Geschützte Marke
Der "Original Pielachtaler Dirndlbrand" ist österreichweit eine geschützte Marke, die Pielachtaler Dirndl aus Wildsammlung ist in die Arche des Geschmacks bei Slow Food aufgenommen.